# Gilla Vincenzo Gremigni
Gilla Vincenzo Gremigni (ur. 22 stycznia 1891 w Castagneto Carducci, zm. 7 stycznia 1963) – włoski duchowny rzymskokatolicki z zakonu Misjonarzy Najświętszego Serca Jezusowego, w latach 1945-1951 biskup Teramo, 1951-1958 biskup diecezji Novara i 1958-1963 jej arcybiskup ad personam.

## Życiorys
Święcenia kapłańskie przyjął 27 czerwca 1915. 18 stycznia 1945 został mianowany biskupem Teramo. Sakrę otrzymał 11 lutego 1945. 29 czerwca 1951 otrzymał nominację na biskupa Novary. 17 kwietnia 1958 został podniesiony do godności arcybiskupa. Urząd ten sprawował do śmierci. Zmarł 7 stycznia 1963.